# Bram Kempers
Bram Kempers (Amsterdam, 14 maart 1953) is een Nederlands hoogleraar sociologie van de kunst aan de Universiteit van Amsterdam.

## Biografie
Kempers deed zijn doctoraalexamen sociologie op 28 juni 1978 aan de Universiteit van Amsterdam. Op 5 juni 1987 promoveerde hij daar cum laude op Kunst, macht en mecenaat: het beroep van schilder in sociale verhoudingen, 1250-1600; zijn promotoren waren prof. dr. Joop Goudsblom en prof. dr. Henk van Os. Zijn proefschrift werd vertaald in het Duits, Engels en Frans. Na zijn promotie hield hij zich ook bezig met modern kunstmecenaat, onder andere door bedrijven. In 1988 werkte hij mee aan de tentoonstelling Kunst zaken in de Beurs van Berlage, een tentoonstelling van moderne beeldende kunst uit de collecties van 23 Nederlandse bedrijven. Per 1 november 1988 werd hij aangesteld als bijzonder hoogleraar kunstsociologie vanwege de Boekmanstichting; hij hield zijn oratie Socialisme, kunst en reclame op 8 december 1988. In 1989 publiceerde hij over 'Vermogend en toch matig. Vijf eeuwen kunst van Oranje'. Vanaf 1 december 1990 werd hij aangesteld als gewoon hoogleraar (ad personam), met dezelfde leeropdracht. In 1991 werkte hij mee aan een boek over monumentale kunst in Amsterdam-Zuidoost. In 1994 redigeerde hij mee aan de bundel In opdracht van de staat. Opstellen over mecenaat en kunst van de Griekse polis tot de Nederlandse natie. In 2004 werkte hij mee aan een bundel over de kunstenaar Hans van Houwelingen (1957), in 2008 schreef hij een boek over Melle.